# Dargnies
Dargnies là một xã ở tỉnh Somme, vùng Hauts-de-France, Pháp.

## Địa lý
Thị trấn này tọa lạc trên giao lộ giữa tuyến đường D2 và đường D19, thung lũng sông Bresle, khoảng 15 dặm Anh về phía tây nam của Abbeville.

## Dân số
| 1962                                                         | 1968 | 1975 | 1982 | 1990 | 1999 |
| ------------------------------------------------------------ | ---- | ---- | ---- | ---- | ---- |
| 1199                                                         | 1347 | 1455 | 1388 | 1481 | 1443 |
| Số liệu điều tra dân số từ năm 1962, dân số không tính trùng |      |      |      |      |      |